# Gualba de Dalt
Gualba de Dalt är en ort i Spanien.   Den ligger i provinsen Província de Barcelona och regionen Katalonien, i den östra delen av landet, 500 km öster om huvudstaden Madrid. Gualba de Dalt ligger 191 meter över havet och antalet invånare är 989.
Terrängen runt Gualba de Dalt är varierad. Runt Gualba de Dalt är det ganska tätbefolkat, med 90 invånare per kvadratkilometer. Närmaste större samhälle är Sant Celoni, 5,0 km söder om Gualba de Dalt. I omgivningarna runt Gualba de Dalt växer i huvudsak blandskog.